# Projekt 699
Projekt 257 (v kódu NATO třída Vanya) byla třída pobřežních minolovek sovětského námořnictva z doby studené války. Celkem bylo postaveno 73 jednotek této třídy. Rozděleny byly do několika verzí, označených projekty 257D, 257DM, 257DME, 257V, 699 a 1253V. Do služby byly zařazeny v letech 1962–1972. Zahraničním uživatelem třídy bylo Bulharsko.

## Stavba
Celkem bylo v letech 1961–1973 postaveno 73 minolovek této třídy (jiný pramen uváděl 47 kusů). V letech 1962–1965 bylo zařazeno dvacet jednotek projektu 257D, v letech 1964–1972 celkem 41 jednotek projektu 257DM, v letech 1968–1971 čtyři jednotky projektu 257DME, roku 1969 jedna jednotka projektu 257V, v letech 1965–1968 pět jednotek projektu 699 a konečně v letech 1971–1972 dvě jednotky projektu 1253V.

## Konstrukce (Projekt 257DM)
Součástí vybavení byl navigační radar Don, sonar MG-25, sonar pro vyhledávání min MG-69 Lan a vybavení pro ničení různých typů min (kontaktní, akustické, magnetické). Hlavňovou výzbroj jeden 30mm dvoukanón AK-230M (demagnetizovaný AK-230) ve věži na přídi. Dále mohly nést osm až dvanáct min. Pohonný systém tvořily dva diesely M-870FTK o celkovém výkonu 2400 hp. Nejvyšší rychlost dosahovala čtrnáct uzlů. Dosah byl 1200 námořních mil při rychlosti deset uzlů.

## Zahraniční uživatelé
Bulharsko
- Bulharské námořnictvo – Roku 1970 zařazeny čtyři jednotky a roku 1985 další dvě.[1]